# Calciphilopteris alleniae
Calciphilopteris alleniae là một loài thực vật có mạch trong họ Pteridaceae. Loài này được (R.M. Tryon) Yesilyurt & H. Schneid. mô tả khoa học đầu tiên năm 2010.